# Klinikum Wahrendorff

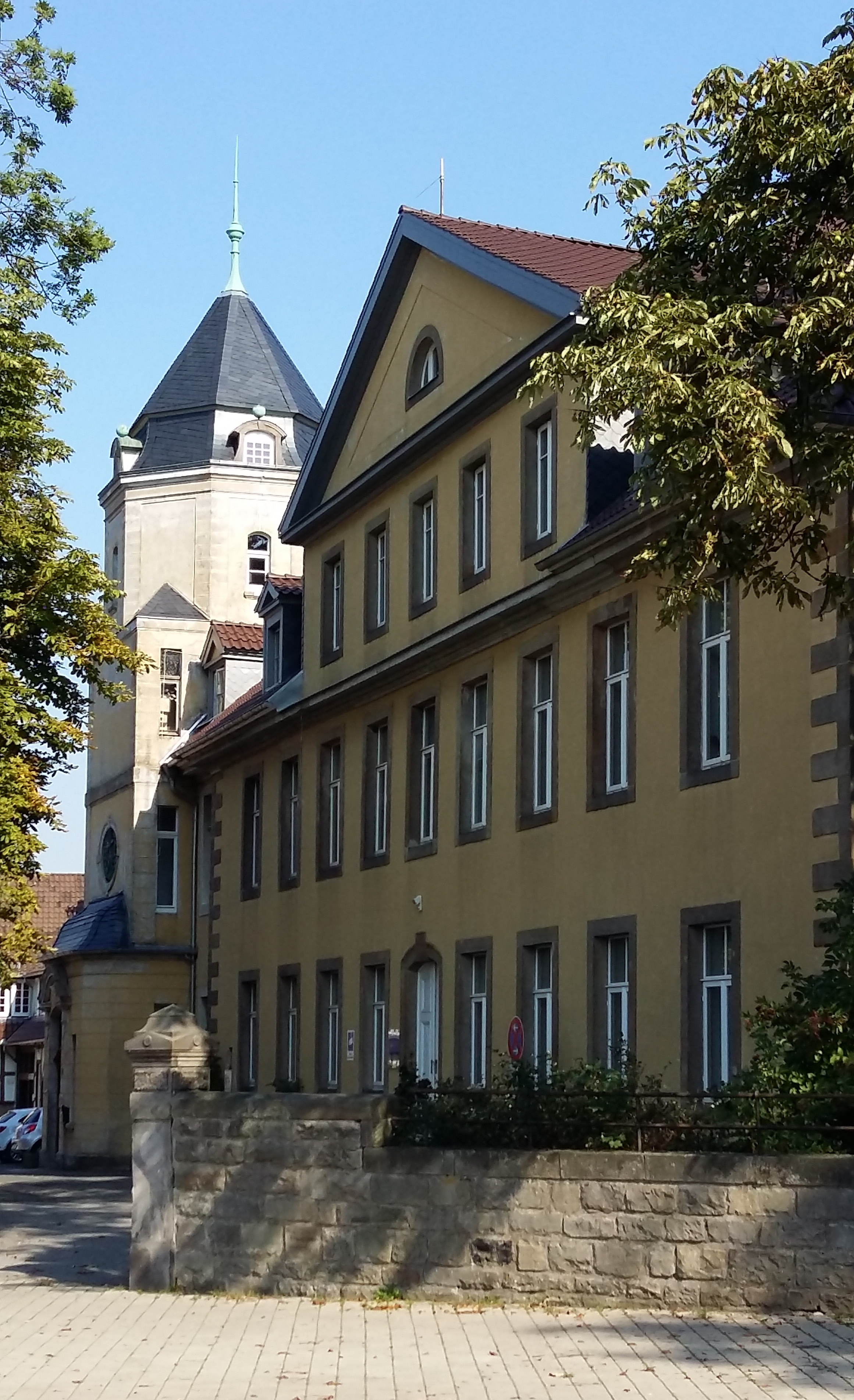
Klinikgebäude in Ilten

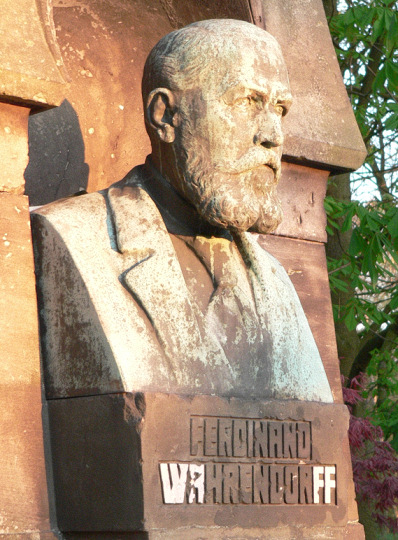
Büste des Klinikgründers Ferdinand Wahrendorff

Das Klinikum Wahrendorff ist ein psychiatrisches und psychotherapeutisches Fachkrankenhaus. Der Hauptsitz liegt in Sehnde im Ortsteil Ilten. Das aus den Wahrendorffschen Krankenanstalten hervorgegangene Klinikum besitzt die Fachabteilungen Allgemeinpsychiatrie, Suchtmedizin, Gerontopsychiatrie sowie Psychosomatische Medizin mit dem Schwerpunkt Trauma- und Psychotherapie. Es befindet sich in privater Trägerschaft.

## Geschichte
Die Einrichtung wurde 1862 von dem praktischen Arzt Ferdinand Wahrendorff als Asyl für psychisch Kranke gegründet. Am 24. Juni 1862 wurde dort sein erster Patient aufgenommen. Das Institut wurde zunächst von seinem Sohn, dem Psychiater Rudolf Wahrendorff als Familienunternehmen fortgeführt und ausgebaut. Hans-Werner Janz war in der Nachkriegszeit der erste Ärztliche Direktor nach Hans Willige, als er am 1. Oktober 1948 die Leitung übernahm. Er machte die „Wahrendorffschen Krankenanstalten“ in Ilten über Lehrte als Privat-Nervenklinik und Sanatorium zum modernen Fachkrankenhaus für Psychiatrie und Neurologie. Heute ist es eines der größten seiner Art in Europa. 1990 übernahm die Münchner Riefler Klinik KG den Betrieb. 1993 übernahm der Neurologe, Psychiater und Facharzt für Anästhesie Matthias Wilkening die Trägerschaft des Klinikums.
Im Jahr 2019 begannen die Bauarbeiten an einem Klinikneubau in Köthenwald, in welchem alle akutklinischen Stationen aus Ilten und Köthenwald unter einem Dach zentralisiert wurden. Die Eröffnung erfolgte im Sommer 2023.

## Akutklinischer Bereich
Am Standort Ilten/Köthenwald stehen 267 vollstationäre Behandlungsplätze zur Verfügung. Die Tageskliniken in Hannover, Celle, Ilten und Lehrte halten 343 tagesklinische Behandlungsplätze vor.

## Tagesklinik für Männer
Der 1. Deutsche Männergesundheitsbericht der Stiftung Männergesundheit (2010) kam zu dem Ergebnis, dass bei Männern vor allem psychische Erkrankungen wie Depressionen oder Burn-out zur Frühverrentung führen.
Bei Männern können sich psychische Probleme anders äußern, als bei Frauen, beispielsweise können bei einer Depression Stresssymptome wie Aggressivität die klassischen depressiven Symptome überdecken. Spezifische Behandlungsprogramme für Männer standen nicht zur Verfügung. Das war der Anlass zur Gründung der Tagesklinik für Männer im Jahre 2011.

## Heim- und Langzeitbereich
Hier leben in größeren und kleineren Einheiten rund 950 Klienten. Sie leiden an chronischen Behinderungen als Folge schwerer psychischer Krankheiten oder langjähriger Suchterkrankungen. Die Pflegeheime bestehen jetzt aus kleinen, selbständigen Heim- und Wohnbereichen.
Den Klienten werden Möglichkeiten geboten, zu einem ausgewogenen Tagesablauf zurückzufinden. Das Angebot gliedert sich in die heiminterne Tagesstruktur für Menschen mit seelischer Behinderung sowie die Tagesförderstätte mit ihrem Programm für Menschen mit geistiger Behinderung.
Die Angebote umfassen Landschaftsgestaltung, Gruppen für bildende und darstellende Kunst, Spiele wie z. B. Schach, Bingo und Skat sowie kaufmännische und handwerkliche Arbeitstherapie. Die Klienten sind teilweise auch in Gebäudemanagement, Veranstaltungsservice sowie Verwaltung und Küche integriert.

## Ambulante Dienste
Die 2003 gegründeten ambulanten Dienste sollen die Versorgungslücke zwischen stationären Aufenthalten und eigenverantwortlichem Leben schließen. Mit der ambulanten psychiatrischen Betreuung (ambulant betreutes Wohnen) wird das Ziel verfolgt, Klinikaufenthalte der Klienten zu vermeiden oder zu verkürzen und sie dabei zu unterstützen, ein eigenständiges Leben in ihrem Wohnumfeld zu führen. Dabei werden die seelisch kranken Menschen in ihrem Alltag begleitet und darin unterstützt, ihren Tag zu strukturieren und ihre Sozialkontakte zu erweitern. Bei der ambulanten psychiatrischen Betreuung handelt es sich um eine Maßnahme der Eingliederungshilfe, die zum größten Teil vom Sozialhilfeträger finanziert wird.
Der psychiatrische häusliche Krankenpflegedienst betreut seelisch erkrankte Menschen zuhause im unmittelbaren Anschluss an einen stationären Klinikaufenthalt für kürzere Zeit.

## Psychiatrische Institutsambulanzen (PIA)
Das Behandlungsangebot der Psychiatrischen Institutsambulanz richtet sich an psychisch kranke Menschen, die aufgrund der Art, Schwere oder Dauer ihrer Erkrankung auf die ambulante Betreuung unter ärztlicher Leitung angewiesen sind. Häufig sind dies Klienten, die einen niedergelassenen Facharzt krankheitsbedingt nicht aufsuchen würden.

## Transkulturelles Zentrum
Das im Dezember 2008 eingerichtete transkulturelle Zentrum für Psychiatrie und Psychotherapie bietet Therapieangebote für Menschen mit psychischen Krisen, die einen Migrationshintergrund aufweisen. Besonderheit des Konzeptes ist das Angebot durch ein mehrsprachiges Team von Ärzten, Psychologen, Therapeuten, Sozialdienstmitarbeitern und Pflegekräften.

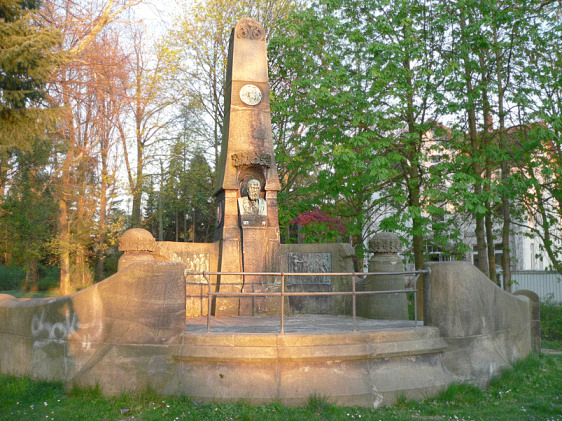
Wahrendorff-Denkmal in Ilten am Klinikum

## Sonstiges
- Das Denkmal mit der Büste Wahrendorffs schuf der hannoversche Bildhauer Roland Engelhard. Es befindet sich auf dem Gelände der Klinik unmittelbar an der B 65.
- Im Jahre 2000 veröffentlichten Patienten ein Metal-Album namens Secrets of Wahrendorff unter dem Namen Ardulph Ardebahr Wald.[5]